# Пшатаван
Пшатаван (арм. Փշատավան) — село в Армавирской области Армении.

## География
Село расположено в восточной части марза, на левом берегу реки Аракс, вблизи государственной границы с Турцией, на расстоянии 14 километров к юго-юго-востоку (SSE) от города Армавир, административного центра области. Абсолютная высота — 855 метров над уровнем моря.
Климат
Климат характеризуется как семиаридный (BSk в классификации климатов Кёппена). Среднегодовая температура воздуха составляет 12,2 °C. Средняя температура самого холодного месяца (января) составляет −2,9 °С, самого жаркого месяца (июля) — 25,5 °С. Расчётная многолетняя норма атмосферных осадков — 283 мм. Наибольшее количество осадков выпадает в мае (49 мм).

## Население
По данным «Сборника сведений о Кавказе» за 1880 год в селе Игдалу Эчмиадзинского уезда по сведениям 1873 года было 85 дворов и проживало 552 азербайджанца (указаны как «татары»), которые были шиитами. Также в селе была расположена 1 мечеть и 2 мельницы.
По данным Кавказского календаря на 1912 год, в селе Игдалу Эчмиадзинского уезда проживало 729 человек, в основном азербайджанцы, указанные как «татары».
| Год переписи | Население          | Население          | Население          | Население            | Население            | Население            |
| Год переписи | Наличное население | Наличное население | Наличное население | Постоянное население | Постоянное население | Постоянное население |
| Год переписи | Всего              | Мужчины            | Женщины            | Всего                | Мужчины              | Женщины              |
| ------------ | ------------------ | ------------------ | ------------------ | -------------------- | -------------------- | -------------------- |
| 2001         | 2175               | 1072               | 1103               | 2217                 | 1097                 | 1120                 |
| 2011         | 1996               | 1027               | 969                | 2058                 | 1057                 | 1001                 |